# 菅朝照
菅 朝照（かん ともてる、1928年〈昭和3年〉9月24日 - 2000年〈平成12年〉3月31日）は、日本の政治家、歯科医師。愛媛県北条市（現・松山市）長（2期）。

## 来歴
愛媛県出身。東京歯科医学専門学校（現・東京歯科大学）卒業。地元で歯科医を開業し、北条市歯科医師会会長、愛媛県歯科医政治連盟副会長などを務める。1987年愛媛県議会議員選挙に立候補し、当選。2期務める。1992年北条市長選挙に立候補し、現職を破って初当選する。1996年に再選。2000年1月31日北条市長のまま死去した。